# Trigonisca meridionalis
Trigonisca meridionalis är en biart som beskrevs av Albuquerque och Camargo 2007. Trigonisca meridionalis ingår i släktet Trigonisca och familjen långtungebin. Inga underarter finns listade i Catalogue of Life.